# 威廉·諾曼·鄧恩
威廉·諾曼·鄧恩（英語：William Norman Dunn，1873年4月9日—1961年2月11日），英國外交官、軍人，曾任英國駐曼谷副領事、駐普吉副領事，英國駐宋卡領事、駐西貢領事，英國駐巴達維亞總領事、駐鹿特丹總領事和駐科隆總領事。

## 生平
威廉·諾曼·鄧恩出生於1873年4月9日，父母是來自斯塔福德郡紐波特城堡山的喬納森·威廉森·鄧恩和伊迪絲·埃倫（原姓拉明）。在什魯斯伯里學校和劍橋大學三一學院接受教育。
1907年，鄧恩被任命爲駐曼谷副領事，1911年任駐普吉副領事，1914年擔駐宋卡領事。鄧恩服役於萊斯特郡兵團第4營，軍銜陸軍少尉（Second lieutenant），並於1916年負傷。
1916年至1917年初，鄧恩任英國駐西貢領事。:446
退休後鄧恩居住在多賽特郡莱姆里杰斯，於1961年2月11日逝世。